# Í skugga hrafnsins
Í skugga hrafnsins (br A Sombra do Corvo) é um filme sueco-islandês de 1988, dos gêneros aventura, drama, ação e épico, dirigido e escrito por Hrafn Gunnlaugsson.
Foi selecionado como representante da Islândia à edição do Oscar 1989, organizada pela Academia de Artes e Ciências Cinematográficas.

## Elenco
- Reine Brynolfsson - Trausti
- Tinna Gunnlaugsdóttir - Isold
- Egill Ólafsson - Hjörleifur
- Sune Mangs - Bishop Hördur
- Kristbjörg Kjeld - Sigrid the Shrew
- Helgi Skúlason - Grim
- Klara Íris Vigfúsdóttir - Sol
- Helga Bachmann - Edda
- Johann Neumann - Leonardo
- Sveinn M. Eiðsson - Ketill
- Flosi Ólafsson - Eirikur
- Sigurður Sigurjónsson - Egill